# Hawayo Takata
Hawajo Takata (Kauai, 24 dicembre 1900 – 11 dicembre 1980) è stata il terzo maestro di reiki (pratica pseudoscientifica) nella discendenza di Usui..

## Biografia
Nel 1935 Hawajo Takata, di origini giapponesi ma nata e cresciuta in America, giunse in Giappone per farsi curare un tumore; mentre stava per sottoporsi a un intervento chirurgico decise che quella non era la strada migliore da percorrere.
Attraverso l'intervento della sorella del medico curante, la signora Shimura, Hawajo Takata venne ricoverata nella clinica di Chūjirō Hayashi.
Sottoposta a trattamenti prolungati e quotidiani di Reiki, migliorò sensibilmente le proprie condizioni nell'arco di qualche settimana. 
Hawajo Takata decise di rimanere in Giappone ancora un anno sperimentando quotidianamente il Reiki;
in seguito tornò alle Hawaii dove operò con successo come guaritrice naturale. Durante una
visita di Hayashi negli Stati Uniti, nel 1938, fu iniziata anche all'insegnamento del sistema Reiki.

Nel 1941 Hawajo Takata divenne il terzo maestro Reiki noto nella successione di Usui, e si ritenne responsabile unica della salvaguardia e della corretta diffusione del metodo Usui. Ritornò quindi alle Hawaii e dedicò con successo tutta la vita alla pratica del
metodo Reiki facendolo conoscere per la prima volta al mondo occidentale.
Hawajo Takata è stata l'unica maestra Reiki conosciuta fino al 1976; da allora, fino al 1980, anno della sua morte, ha iniziato e istruito 22 maestri, tra cui anche una sua nipote, Phyllis Lei Furumoto (che ha fondato The Reiki Alliance) e un'antropologa, Barbara Weber Ray (fondatrice dell'A.I.R.A., American International Reiki Association, oggi T.R.T.A.I.) e Iris Ishikuro (fondatrice dell'American Reiki Master Association (A.R.M.A.).
| Controllo di autorità | VIAF (EN) 67274971 · ISNI (EN) 0000 0000 4196 5037 · LCCN (EN) n91085555 · GND (DE) 11938809X · J9U (EN, HE) 987012502803505171 |